# Siederia
Siederia là một chi của con sâu bướm đêm nhỏ. Nó thuộc họ Psychidae. Nơi đây, nó được đặt trong phân họ Naryciinae, hoặc, nếu không xem riêng biệt đầy đủ, trong Taleporiinae.
Phần lớn các loài trước đây được bao gồm trong "chi wastebin" Solenobia, về mặt kỹ thuật một từ đồng nghĩa cơ sở của Taleporia.
Loài include:
- Siederia alpicolella (Rebel, 1919)
- Siederia cembrella (Linnaeus, 1761)
- Siederia listerella
- Siederia meierella (Sieder, 1956)
- Siederia meieri
- Siederia pineti (Zeller, 1852)
- Siederia rupicolella (Sauter, 1954)
- Siederia saxatilis

## Footnotes
1. ↑  See e.g. references in Savela (2004)